# Karl Rottauscher von Malata
Karl (Carl) Rothauscher, ab 1880 Rottauscher von Malata (* 22. Dezember 1812 in Kaschau; † 23. Oktober 1896 in Wien) war ein österreichischer Offizier und Militärhistoriker. Als solcher war er von 1872 bis 1876 provisorischer Leiter des Kriegsarchivs.

## Leben

### Familie
Karl Rothauscher war der Vater des Marineoffiziers Maximilian Rottauscher von Malata und der Großvater des Schriftstellers und Beamten Alfred Rottauscher von Malata.

### Militärkarriere
Rottauscher besuchte zunächst die Militärakademie in Theresienstadt, bis er 1832 als Fähnrich dem 1. Infanterie-Regiment zugeteilt wurde. 1839 berief man ihn als Professor zur Kadettenkompagnie in Olmütz, deren Kommandant er 1850 wurde. 1855 leitete er ebenfalls als Kommandant das Kadetteninstitut in Marburg an der Drau. Dieses verließ er wieder, als er 1856 Major im 40. Infanterieregiment wurde. Als solcher trat er 1858 in den Ruhestand, den er jedoch schon 1859 wieder verließ, indem er Vorstand der Regierungsabteilung des Kriegsarchivs wurde. Nachdem 1862 zunächst erneut in den Ruhestand getreten war, wurde  er 1864 dem Armeestand zugeteilt. Von 1872 bis 1879 diente er als Vorsitzender der Schriftenabteilung des Kriegsarchivs. Diese bildete die Hauptabteilung des Archivs, neben dem Kartenarchiv und der Bibliothek. Zudem existierte noch die Abteilung für kriegsgeschichtliche Arbeiten, bis 1876 jedoch eigenständig als Generalstabsbüro für Kriegsgeschichte. Bis 1876 fungierte er zudem als provisorischer Leiter des gesamten Kriegsarchivs.
1865 erhielt er den Rang eines Oberstleutnants, 1873 den eines Obersts. 1879 wurde er zum Generalmajor im Ruhestand ernannt.
Rottauscher wurde 1880 nobilitiert.

## Werke
- Der Soldat im Felde. Beispiele aus der Kriegsgeschichte aller Heere. 1851
- Österreichische Kriege seit 1495. 1878